# イーソス
イーソス（古希: Ἶσόν, Īsos）は、ギリシア神話の人物である。長音を省略してイソスとも表記される。トロイアーの王プリアモスの50人の子の1人。ホメーロスの叙事詩『イーリアス』によると庶子。アポロドーロスとヒュギーヌスのリストには含まれていない。

## 神話
イーソスは嫡出のアンティポスとともにイーデー山で羊を飼っていたが、ギリシア軍の武将アキレウスがイーデー山を攻撃したときに捕らえられ、身代と引き換えに解放された。その後、トロイア戦争でアンティポスの戦車の御者を務めたが、アガメムノーンに遭遇し、ビエノールとオイレウスに続いてアンティポスともども討たれた。アガメムノーンはイーソスを槍で、アンティポスを剣で殺したのち、2人が以前アキレウスによって捕らえられたプリアモスの息子たちであることを思い出し、イーソスとアンティポスの武具を剥ぎ取った。鹿がライオンに噛み殺される小鹿を見ても助けることができずに森の中を逃げ去るように、トロイアー軍は誰も2人を助けることができずに敗走した。